# New England Airlines
New England Airlines ist eine US-amerikanische Regionalfluggesellschaft mit Sitz in Westerly, Rhode Island. Sie betreibt im Süden von Rhode Island einen regionalen Flugverkehr zur vorgelagerten Block Island und Charterbetrieb in die benachbarten Bundesstaaten. Gesellschafterin ist die New England Airlines, Inc., an deren Spitze William Bendokas als Präsident steht. 

## Geschichte
Die Firma wurde 1970 gegründet und begann noch im gleichen Jahr mit dem Flugbetrieb.

## Ziele
Ihre Basis hat New England Airlines am Westerly State Airport (WST). Von dort aus bedient sie die Fluglinie zum Block Island State Airport in New Shoreham. Außerdem werden im Charterbetrieb alle Flughäfen in den benachbarten Bundesstaaten angeflogen.

## Flotte
Mit Stand November 2023 besteht die Flotte der New England Airlines aus acht Flugzeugen:
- 4 Britten-Norman BN-2 Islander
- 1 Piper PA-28
- 3 Piper PA-32

## Zwischenfälle
Am 28. November 1989 stürzte eine Britten-Norman BN-2 Islander der New England Airlines (Luftfahrzeugkennzeichen N127JL) während eines nächtlichen Charterfluges zum Westerly State Airport nach dem Start vom Block Island State Airport sieben Kilometer nordwestlich von Block Island (Rhode Island) ins Meer. Alle acht Insassen, sieben Passagiere und ein Besatzungsmitglied, kamen dabei ums Leben. Die Ursache für den Absturz konnte nicht ermittelt werden.